# Єнісей (футбольний клуб)
Автономна Некомерційна Організація Футбольний клуб «Єнісей» (Красноярськ) або просто «Єнісей» (рос. Автономная некоммерческая организация Футбольный клуб «Енисей» (Красноярск)) — російський футбольний клуб з міста Красноярськ. На даний момент виступає в першості Футбольної Національної Ліги.
«Єнісей» — п'ятиразовий переможець зональних турнірів другого дивізіону першості Росії — 1966 1995, 1998, 2005 і 2010 років. Найбільших успіхів на рівні команди майстрів красноярці домоглися в сезоні 2014—2015 років, коли команда зайняла за підсумками сезону 8 місце в першості ФНЛ (першому дивізіоні).

## Хронологія назв
- 1937—1967 — «Локомотив»
- 1968—1969 — «Світанок»
- 1970—1990 — «Автомобіліст»
- 1990—2010 — «Металург»
- 2010—2011 — «Металург-Єнісей»
- з 2011 — «Єнісей»

## Історія

### Витоки Красноярського футболу
За спогадами ветеранів, у футбол в Красноярську грали на пустирях ще в кінці дев'ятнадцятого століття. Ніяких документів, які підтверджували б цей факт, поки знайти не вдалося. Швидше за все, футбол могли завезти до Красноярська будівельники залізничного моста через Єнісей. Із заходу в той час приїхала численна група фахівців-залізничників, в тому числі з Франції, де футбол вже був популярний. Гра швидко знайшла своїх шанувальників в учнівської молоді, але в основному в неї грали люди із забезпечених сімей, так як купити футбольний м'яч було дорогим задоволенням.
Офіційною датою народження красноярського футболу прийнято вважати 27 серпня 1912 року, коли на Старобазарній площі міста відбувся перший зареєстрований футбольний матч. Зустрічалися дві команди — «Спорт» і «Тренер». З рахунком 7:0 переміг «Тренер» і став володарем срібного кубку.

### Заснування клубу та перші 20 років його існування (1937—1957)
Клуб заснований в 1937 році під назвою «Локомотив». У тому ж році він брав участь у 6 матчах групи «Є», в яких красноярська команда тричі програла і тричі зіграла в нічию. У 1938 році клуб грав в кубку СРСР, з 1939 року по 1941 і з 1943 по 1947 роки брав участь в міських і крайових змаганнях, а також в республіканських змаганнях ДСТ «Локомотив». З 1948 по 1956 року «Локомотив» брав участь в першостях РРФСР.
Відомий перший склад команди:
Начальник команди — Леонід Панфілов;
Тренер — Агей Маркевич;
Гравці — Олександр Парченко, Володимир Морозов, Юрій Морозов, Віктор Луканичев, Віктор Лесняк, Юрій Свищев, Геннадій Чихачев, Валентин Нікішин, Іван Піскунович, Віктор Артем'єв, Микола Тюпкеєв, В'ячеслав Ієвський, Анатолій Стеблицький.

### Повернення в чемпіонати СРСР (1957—1991) і Росії (1992—2010)
Після дебюту пройшло 20 років, перш ніж красноярці знову опинилися серед учасників всесоюзної першості.
У 1957 році, з ініціативи всесоюзної федерації футболу, спортивне керівництво країни ухвалило рішення про заснування експериментальної зони першості країни з футболу класу «Б» серед команд Сибіру та Далекого Сходу. Красноярські команди «Динамо», «Трактор», «Локомотив» на той час мали гарну репутацію в Сибіру, а «Трактор» навіть ставав чемпіоном Росії. Але красноярської команди в списку учасників не виявилося. З цього приводу було складено і відправлені листи за підписами вищеназваних організацій у всесоюзну футбольну федерацію, всесоюзний спорткомітет, газету «Радянський спорт» та інші центральні газети. Незабаром прийшло повідомлення, що Красноярськ допущений до ігор турніру і календар змагань, в якому повідомлялося, що перша гра відбудеться через 12 днів в Хабаровську.
У 1958 році команда отримала статус кубкових бійців, дійшовши до чвертьфіналу й поступилася лише «Спартаку» з рахунком 1:4.
У 2001 році «Металург» зайняв 9-те місце в чемпіонаті першого дивізіону, увійшовши в число 25 найкращих команд країни. Це досягнення стало найкращим в історії клубу.
У лютому 2010 року «Металург» змінив назву на «Металург-Єнісей». У тому ж році клуб очолив Олександр Алфьоров. До цього він був асистентом головного тренера «Металурга» Олександра Івченка. Через погані результати команди Івченка звільнили, а на його місце взяли людину, яка була в тренерському штабі «Єнісея» з 2001 року. Алфьорову потрібно було виконати важке завдання — вивести «Єнісей» в перший дивізіон.
Після закінчення сезону, обігравши «Океан» з Находки з рахунком 3:0, «Єнісей» достроково, за тур до кінця першості, забезпечив собі виступ в першому дивізіоні чемпіонату Росії з футболу, посівши в зоні «Схід» перше місце. Також найкращим тренером цієї зони став Олександр Алфьоров, а найкращим захисником — Сергій П'ятикопов.

### Епоха ФНЛ (2011—н.ч.)
Так як «Єнісей» отримав підвищення в класі, головний тренер команди, Олександр Алфьоров, для роботи в першому дивізіоні мав отримати тренерську ліцензію категорії «А». 30 березня 2011 року Алфьоров склав випускні іспити, завершивши навчання у Вищій школі тренерів, і отримав необхідну тренерську ліцензію. Його асистент, Олександр Дереповський, так само проходив навчання і отримав тренерську ліцензію категорії «В». За підсумками першості ФНЛ 2011/2012 «Єнісей» зайняв 10-те місце, що є другим рекордом, після успіху 2001 року.
Цей сезон є сотим в історії красноярського футболу.
Перед початком першості ФНЛ 2012/2013 ФК «Єнісей» з різних причин покинуло безліч гравців. Повернулися з оренди в свої клуби: Азім Фатуллаєв («Краснодар»), Ігор Шевченко («Сибір» Новосибірськ), Олександр Васильєв (ЦСКА), Басель Абдулфаттах («Крила Рад»), Олександр Кожевников («Динамо» Брянськ). Закінчилися контракти і з різних причин вони не були продовжені з: Іллею Ільїних, Володимиром Федорівим, Олександром Ковальовим, Барсегом Киракосяном і Станіславом Гончаровим.
У той же час в «Єнісей» перейшли й багато інших футболістів. Захисник Басель Абдулфаттах, який провів 3 коло минулої першості ФНЛ в складі красноярської команди на правах оренди, був викуплений «Єнісеєм» з «Крил Рад». Так само були викуплені права на півзахисника Азима Фатуллаєва («Краснодар») і захисника Олексія Нікітіна (молодіжна команда ЦСКА). З річної оренди в «Зеніті-Іжевську» повернувся захисник Василь П'янченко. З інших клубів прийшли: воротар Сергій Бородін («Іртиш» Омськ); захисники Станіслав Лебамба («КАМАЗ»), Тимофій Маргасов («Академія» Тольятті); півзахисник Юрій Роденко («Балтика»); нападники Олег Кожанов («Газовик» Оренбург) і Сергій Алексєєв («Капошвар»).
З молодіжної команди «Єнісея» прийшли воротар Михайло Бородько і півзахисник Азер Алієв. Як з вільними агентами були підписані контракти з Олександром Плотніковим та Павлом Рожковим. В оренду до кінця сезону був узятий півзахисник Валерій Чуперка. Також продовжили контракти з клубом нападники Олексій Кучук і В'ячеслав Чадов.
Клубу була поставлена задача, як і в минулому сезоні, закріпитися в Першості дивізіон.
Кубок Росії

У Кубку Росії «Єнісей» стартував зі стадії 1/32 фіналу, в якій грав з братським «Сибіряком». Зустріч завершилася з рахунком 1:0 на користь красноярців.
На стадії 1/16 фіналу «Єнісею» довелося зіграти з казанським «Рубіном». Граючи в Красноярську, «Єнісей» зумів відкрити рахунок на 18-ій хвилині, закріпив свою перевагу на 29-ій хвилині і утримував цей рахунок аж до кінця другого тайму, в додатковий час якого нападник «Рубіна» Сергій Давидов зумів скоротити відрив господарів.
В 1/8 фіналу «Єнісей» вдома зіграв з хабаровською «СКА-Енергією». Перемігши «армійців» з рахунком 1:0 красноярці встановили клубний рекорд — вперше в історії клубу «Єнісей» вийшов в чвертьфінал Кубку Росії, де 17 квітня 2013 року програла московському ЦСКА з рахунком 0:3.
Перед початком сезону команду покинули гравці з різних причин: Олексій Кучук, В'ячеслав Чадов, Сергій Алексєєв, Олексій Базанов, Азім Фатуллаєв. З оренди повернулися Сергій Лужков, Павло Рожков.
В оренду взяті: Віталій Галиш, Єгор Іванов, Ігор Ламбарський; також був підписаний аргентинський нападник Хуан Едуардо Лескано.
Перед клубом була поставлена задача закріпитися в ФНЛ і потрапити до вісімки. Однак завдання потрапляння до вісімки виконано не було. Команда зайняла 13-те місце, ледь не покинувши перший дивізіон, а головного тренера команди Сергія Петренко за незадовільні результати і відсутність яскравої гри відправили у відставку. Виконуючим обов'язки головного тренера був призначений молодий красноярський фахівець Олексій Івахов.
Напередодні початку сезону головним тренером команди був призначений таджицький фахівець Володимир Ежуров. Олексій Івахов став старшим тренером команди, однак за фактом був головним. Це було пов'язано з тим, що у Івахова не було ліцензії Pro, що дозволяє очолювати клуб ФНЛ, в той час як у Ежурова вона була.
Тренерський штаб Володимира Ежурова і Олексія Івахова взяв курс на омолодження складу. Були запрошені молоді футболісти: Олексій Скворцов, Олексій Ісаєв, Михайло Опарін, Олександр Ломакін, Олексій Хрущов, на правах оренди з «Зеніту» перейшов Євген Марков. Також команду поповнили досвідчені футболісти Ілля Гультяєв, Кирило Марущак і Костянтин Гарбуз. Команду покинули Ігор Ламбарський та Станіслав Лебамба, а в листопаді 2014 року було ухвалено рішення розлучитися з Сергієм Бородіним.
Завдання, поставлене перед клубом, не змінилася — потрапляння до вісімки. Цього разу за підсумками сезону красноярській команді вдалося досягти цього завдання, встановивши, таким чином, найкраще досягнення за всю історію клубу.
У Кубку Росії «Єнісей» зміг дійти до 1/16 фіналу. В 1/32 фіналу в Іркутську з рахунком 2:1 був обіграний місцевий «Байкал», а в 1/16 фіналу «Єнісей» у впертій боротьбі на домашньому стадіоні «Центральний» поступився клубу прем'єр-ліги «Уфа» — 2:3. Красноярці на 7-ій хвилині програвали 0:2 (дубль оформив боснієць Харіс Ханджіч), проте сила волі і характер допомогли «левам» не тільки скоротити перевагу (на 30-ій хвилині пенальті реалізував Євген Марков), але і зрівняти рахунок на 90-ій хвилині зусиллями Кирила Марущака. Однак в додатковий час гол Олександра Васильєва приніс перемогу уфинцям.
8 листопада 2014 «Єнісей» зіграв перший домашній матч в сучасному манежі «Футбол-Арена Єнісей». Суперником красноярці була «Томь». «Єнісею» не вдалося порадувати своїх уболівальників — красноярська команда поступилася 0:3. Офіційне відкриття відбулося 18 листопада в матчі з «Тюменью», який завершився внічию — 1:1. Перший гол красноярців у домашньому манежі забив Євген Марков.
У грудні 2014 року старший тренер Олексій Івахов вступив до Академії тренерської майстерності на здобуття ліцензії Pro. Навчання в Академії дозволяє офіційно очолювати футбольний клуб вищої і першої ліги чемпіонату країни.
У травні 2015 року, після завершення сезону, в тренерському штабі відбулися кадрові зміни. Олексій Івахов, який був старшим тренером, офіційно зайняв пост головного тренера команди. Володимир Ежуров був переведений з посади головного тренера на посаду старшого тренера. Також в команді змінився лікар — замість Євгена Зазуліна, який важко захворів, був призначений Віталій П'янченко.
Перед початком сезону було поставлено те ж завдання, що і роком раніше — потрапляння до вісімки. Завданням на Кубок Росії стало потрапляння в 1/16 фіналу, що означає приїзд до Красноярська команди РФПЛ.
У літнє міжсезоння команду покинули Олександр Харитонов, Олегс Лайзанс, Костянтин Гарбуз, Олександр Плотніков. Закінчився термін оренди Євгена Маркова і молодий нападник поїхав в «Зеніт». Також в оренду відправився Олександр Ломакін — його новим клубом стала португальська «Лейрія». У той же час команду поповнили Гіоргі Шелія, Максим Васильєв, Ігор Климов, Ельдар Нізамутдінов. На правах оренди з «Томі» прийшов молодий півзахисник Євген Чернов. Також були підписані контракти з молодими гравцями Олександром Масловським, який сезон 2013—2014 років на правах оренди провів в омському «Іртиші», і Ернестом Луківим, місцевим вихованцем. 7 серпня в клуб повернувся півзахисник Азим Фатуллаєв, який грав раніше в клубі. У той же час «Єнісей» покинув нападник Дмитро Рижов, який підписав контракт з армавірським «Торпедо».
19 серпня пост головного тренера клубу з формулюванням «за станом здоров'я» покинув Олексій Івахов. Виконуючим обов'язки наставника команди знову став Володимир Ежуров.
7 жовтня пост головного тренера зайняв відомий футболіст і тренер Омарі Тетрадзе. При новому наставнику красноярці видали непогану серію з 4-ох ігор без поразок, яку перервав «Сокіл». Однак весняну частину першості «Єнісей» провалив: за 14 матчів було здобуто тільки 3 перемоги над аутсайдерами ФНЛ — «Торпедо» (Армавір), «Байкалом» і «СКА-Енергією». Перед грою з хабаровцями Тетрадзе був відсторонений від керівництва командою. 21 травня 2016 року «Єнісей», розгромно програвши «Волзі», покинув ФНЛ. 15 червня 2016 року офіційно новим головним тренером клубу був призначений колишній гравець «ФК Спартак Москва» Андрій Тихонов. У результаті відмови від участі «Зміни» зберіг місце в дивізіоні.
Після збереження прописки в дивізіон 18 гравців покинуло команду, змінився генеральний директор, а так само за сприяння губернатора Красноярського краю і міністра спорту був призначений новий головний тренер: Андрій Тихонов. Команду поповнило безліч нових гравців з інших команд ФНЛ і РФПЛ. Перед командою поставлено завдання щодо підвищення відвідуваності стадіону, без конкретного місця в дивізіон. У Кубку Росії сезону 2016/2017 років ФК «Єнісей» почав свій шлях з 1/32 фіналу проти ФК «Динамо» з Барнаула. Впевнене обігравши Динамо з рахунком 3:0, в 1/16 фіналу суперником ФК «Єнісей» став ПФК ЦСКА. 21 вересня за повному стадіоні (16 тисяч — максимально допустима заповнюваність стадіону на поточний момент (квитки на матч були розкуплені в перші три дні продажів) «Єнісей» обіграв чинного чемпіона Росії з рахунком 2:1 і пройшов до 1/8 фіналу де зустрінеться з ФК «Сибір».
У матчі 14-го туру сезону ФНЛ проти ФК «Мордовії» нападник Андрій Козлов оформив покер. Це другий покер за історію існування ФНЛ. У 19-му турі «Єнісей» здобув 150 перемогу в Першому дивізіоні (в 499 іграх).

## Стадіон
Домашні матчі команда футбольного клубу «Єнісей» проводить на Центральному стадіоні Красноярського училища олімпійського резерву (раніше — Центральний стадіон ім. Ленінського комсомолу), розташованому на острові Відпочинку.
А 8 листопада 2014 року футбольний «Єнісей» вперше зіграв домашній матч у критому манежі. Мати дах над головою для сибірських футболістів було завжди актуально, адже більшу частину року в Красноярську все-таки прохолодно. Однак закладений фундамент цієї споруди був лише в серпні 2012 року. Це будівництво змусило місцеву владу проводити футбольні змагання в Росії за системою «осінь-весна». Місткість манежу — три тисячі глядачів, ціна споруди — майже два мільярди рублів. Назву «Футбол-арена „Єнісей“» дали вболівальники команди.

## Досягнення та рекордсмени
- Найкраще досягнення в національних чемпіонатах:  '8-ме місце'  (2014/15)
- Найкраще досягнення в Кубку СРСР: 1/4 фіналу (1958)
- Найкраще досягнення в Кубку РРФСР: 1/2 фіналу (1980)
- Найкраще досягнення в  Кубку Росії: 1/4 фіналу (2012/13)
- Найбільща кількість перемог у сезоні: 23 (1995)
- Найбільща кількість поразок у сезоні: 27 (2002)
- Найбільща кількість нічиїх у сезоні: 15 (2011/12)
- Найкращий результат сезону на своєму полі: 16 перемог і одна нічия (1995).
- Найдовша безпрограшна серія: 24 гри (18 перемог, 6 нічиїх) (7 травня — 22 вересня 2005)
- Найбільша домашня перемога: 10:0 над читинським «Забайкальцем» (1961)
- Найбільша виїзна перемога: 6:0 над южно-сахалінським «Автомобілістом» (1994)
- Найбільша поразка: 1:11 від тольяттінської «Лади» (2002)
- Найбільша кількість крупних перемог за сезон в чемпіонатах СРСР 10 (1971)
- Найбільша кількість крупних перемог за сезон в чемпіонатах Росії: 9 (1998).
- Найбільша кількість забитих м'ячів протягом сезону: 67 + 6 технічних голів (1994)
- Найбільша кількість пропущених м'ячів протягом сезону: 92 (2002)
- Найменша кількість пропущених м'ячів протягом сезону: 14 (1983, 1998)
- Найкраща різниця м'ячів: +40 (1994)
- Найкраща середня результативність протягом сезону: 2,5 голи за гру (1961)
- Найбільша кількість матчів за сезон у національних чемпіонатах: 48 (2011/12)

- Найбільша кількість матчів у команді: Юрій Сипкін — близько 650 матчів
- Найкращий бомбардир за всі роки: Вадим Белохонов — 129 голов
- Найкращий бомбардир за сезон: Сергій Колчин — 22 голи (1981)
- Найбільшу кількість м'ячів у одному матчі забивали: 4 голи — :: Олександр Парченко (у ворота новосибірського СКА — 5:0) (3 вересня 1961),

Олексій Кузнєцов (у ворота новокузнецького «Запсибівця» — 5:0) (7 жовтня 1980),
Сергій Колчин (у ворота владивостоцького «Променя» — 4:1) (4 червня 1983),
Станіслав Гончаров (у ворота прокоп'євського «Шахтаря» — 8:2) (23 жовтня 2005),
Андрій Козлов "(у ворота саранської [[Мордовія (футбольний клуб)| «Мордовії» —  4:0)" (26 вересня 2016)
- Найдовші гольові серії:

6 матчів — Георгій Лейфура (7 голів, 1966)
5 матчів — Сергій Богданов (8 голов) (1998), Зігфрід Меценатов (7 голів) (1959), Вадим Богданов (6 голів) (1992)
- Найбільше серед інших найкращим бомбардиром сезону ставав Вадим Белохонов — 5 разів
- Найкраща результативність в сезоні: Сергій Богданов — 13 голів у 14 матчах (в середньому 0,93 за матч) (1998)
- 7 травня 2007 року Сергій Чепчугов у матчі з «Динамо» (Барнаул) двічі відбив пенальті
- Головний тренер, який провів найбільшу кількість матчів на чолі клубу: Агей Маркевич — 359 (1957—1963, 1966—1967, 1969—1970, 1974—1976)
- Найдовше серед усіх інших головним тренером був Юрій Уринович — 8 років (1977—1985)

## Відомі гравці
- Сергій П'ятикопов
- Володимир Лешонок
- Олександр Плотников
- Вадим Белохонов
- Любомир Кантонистов
- Михайло Комков
- Юрій Новик
- Олександр Харитонов
- Сергій Чепчугов
- Роман Шаронов
- Олексій Івахов
- Юрій Бобков
- Валерій Гладилін
- Лев Горшков
- Вадим Іванов
- Сергій Колчин
- Володимир Кухлевський
- Віктор Луканичев
- Олег Мальцев
- Анатолій Ольховик
- Олександр Парченко
- Андрій Редкоус
- Олег Романцев
- Юрій Свищев
- Анатолій Сизов
- Юрій Сипкін
- Олександр Тарханов
- Ігор Швиков
- Геннадій Тумілович
- Валентінс Лобаньовс
- Олександр Алфьоров
- Володимир Бакшеєв
- Сергій Булатов
- Сергій Крутов
- Олександр Смірнов
- Володимир Татарчук
- Дмитро Тяпушкін
- Олег Волотьок
- Олег Кошелюк
- Едуард Гросу
- Володимир Байрамов
- Андрій Зуєв
- Сергій Круковець